# Rainer M. Osinger

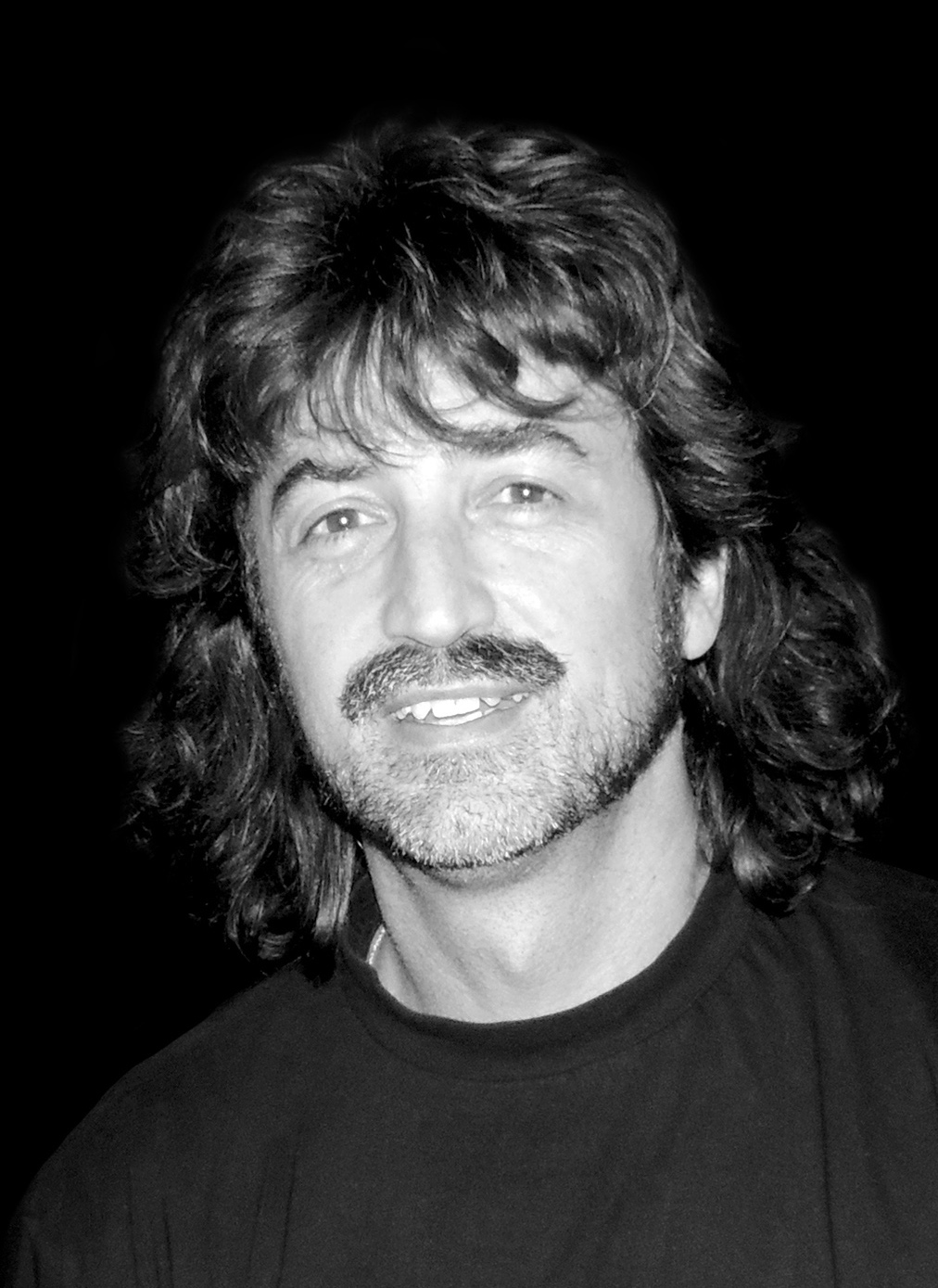
Rainer Osinger (2014)

Rainer Michael Osinger (* 7. Jänner 1970 in Villach/Kärnten) ist ein österreichischer Illustrator, Maler, Grafiker, Karikaturist und Kinderbuchautor.

## Leben
Osinger ist der Sohn eines freischaffender Künstlers und kam so schon früh mit Illustrationen und der Malerei in Berührung und beschäftigte sich bereits in seiner Jugend mit Naturalismus, Realismus und der Porträtmalerei. Er wuchs in Paternion und in Klagenfurt auf. Nach der Grund- und Hauptschule besuchte er die Höhere Technische Lehranstalt für bildnerische Gestaltung und Grafik. Anschließend begann er 2001 ein Studium zum Diplomgrafikdesigner und Medienillustrator, mit den Schwerpunkten Illustration, Gebrauchs- und Werbegrafik, Malerei, und Kunstgrafik an der New Design University in St. Pölten. Danach absolvierte er eine praktische Ausbildung im Werbeagenturbereich, Grafik- und Druckereigewerbe. Osinger arbeitet überwiegend freiberuflich als Illustrator für Verlage und Agenturen, als Comiczeichner, Karikaturist und Porträtmaler. Er schreibt und illustriert Bücher und Kinderbücher, Schulbücher und Magazine in Österreich, Deutschland, Italien, Slowenien und den USA. Er betätigt sich zudem im Kunstbereich „Typoart“ (Pop Art) in der von ihm entwickelten Technik „Typoraprint“. Seine Gemälde und Illustrationen fertigt er zumeist in Acryl, als Aquarell oder Gouache, in Öl, Tusche oder experimentellen Techniken. Osinger ist verheiratet, und Vater von sieben Kindern. Er lebt heute in St. Veit an der Glan, Taggenbrunn, wo sich auch sein Kunst-Atelier und Grafik-Studio befindet.

## Mitgliedschaften
- „Design Austria“ (Illustratoren und Grafikerberufsverband)[4]
- „Society of Typographic Designers“ in London
- „Berufsvereinigung Bildender Künstler Österreichs“, „Bildende Kunst Wien“, „Illustria Austria“, „Create Carinthia“, „IG-Autorinnen/Autoren Literaturhaus Wien“[2]
- „Kärntner Schriftstellerverband KSV“[5]

## Publikationen (Auswahl)
Kinderbücher
- Der glückliche Wehamili. D&D Medien-Verlag, Grünkraut 2009, ISBN 978-3-932842-91-7.
- Muffy Melone und das fliegende Moped. Monika Fuchs Verlag, Hildesheim 2010, ISBN 978-3-940078-17-9.
- Alina und die Farben. Buchecker-Verlag, Treuchtlingen 2013, ISBN 978-3-940078-17-9.
- Pastor Flathead & Co. Projekte-Verlag Cornelius, Halle 2012, ISBN 978-3-96008-413-6.
- Der Waususeldabidudingsda. Engelsdorfer-Verlag, Leipzig 2014, ISBN 978-3-95488-760-6.
- Hein Hannemann auf großer Fahrt. Lexikus Verlag, Bad Kleinen 2015, ISBN 978-3-940206-42-8.
- Falidal und die verlorenen Farben. Engelsdorfer-Verlag, Leipzig 2016, ISBN 978-3-96008-413-6.

Illustrierte Bücher
- Wolfgang Wagerer: Meine schönsten Geschichten von Oma und Opa. Tyrolia-Verlag, Innsbruck 2009, ISBN 978-3-7022-3035-7.
- Nicola Cinquetti: Kleiner König und großer König. Staudt-Verlag, ISBN 978-3-9523504-9-2.
- Regina Drummond: Diese doofe Dicke. Verlag Taina, Koblach 2012, ISBN 978-3-9503351-0-1.
- Kate Carroll: I speak peace. Ferne Press, Northville, MI 2016, ISBN 978-1-938326-46-2 (englisch, Textarchiv – Internet Archive – Leseprobe).
- Christina Osinger: Löwe Aragon besiegt sein Asthma. Dustri Verlag, Oberhaching 2018, ISBN 978-3-944291-35-2.

Typoart
- Typoart in der Malerei : typografische Kunst von Rainer M. Osinger. Buchecker Verlag, Treuchtlingen 2013, ISBN 978-3-936156-29-4.